# David Harcourt-Smith
Sir David Harcourt-Smith, GBE, KCB, DFC (* 14. Oktober 1931; † 4. August 2024) war ein britischer Offizier der Royal Air Force, der als General (Air Chief Marshal) zwischen 1986 und 1989 Kontrolleur für Flugzeuge beim Leiter der Beschaffung von Verteidigungsgütern (Deputy Controller, Aircraft, Chief of Defence Procurement) im Verteidigungsministerium (Ministry of Defence) war.

## Leben

### Offiziersausbildung und Verwendungen als Offizier
David Harcourt-Smith, Sohn von Air Vice-Marshal Gilbert Harcourt-Smith, begann nach dem Besuch der Felsted School in Felsted eine Offiziersausbildung am Royal Air Force College Cranwell und wurde nach der Abschluss 1952 als Leutnant (Pilot Officer) in die Royal Air Force übernommen. Als Pilot von De Havilland DH.112 Venom-Jagdflugzeugen kam er in der Sueskrise (29. Oktober 1956 bis März 1957) zum Einsatz und wurde hierfür 1957 mit dem Distinguished Flying Cross (DFC) ausgezeichnet. Im August 1963 wurde er als Major (Squadron Leader) Kommandeur (Commanding Officer) des No. 54 Squadron RAF und verblieb in dieser Verwendung bis August 1965. Nach weiteren Verwendungen wurde er im Mai 1969 als Oberstleutnant (Wing Commander) Kommandeur des No. 6 Squadron RAF und hatte diese Position bis August 1970 inne. Am 11. August 1972 übernahm er als Oberst (Group Captain) den Posten als Kommandant des Luftwaffenstützpunktes RAF Brüggen und hatte diesen bis zum 26. Juli 1974 inne.

### Aufstieg zumAir Chief Marshal
Im August 1974 übernahm David Harcourt-Smith als Brigadegeneral (Air Commodore) im Luftwaffenstab die Funktion als Leiter des Referats Operative Anforderungen (Director of Operational Requirements), die er bis Dezember 1976 innehatte. Im Januar 1978 wurde er als Generalmajor (Air Vice-Marshal) Kommandant des Royal Air Force College Cranwell und bekleidete diesen Posten bis Januar 1980. Im Anschluss fungierte er als Air Vice-Marshal zwischen Januar 1980 und Januar 1984 als Assistierender Chef des Luftwaffenstabes für operative Anforderungen (Assistant Chief of the Air Staff (Operational Requirements)).
Als Nachfolger von Air Marshal Michael Beavis übernahm Harcourt-Smith am 15. Februar 1984 den Posten als Oberkommandierender des Luftwaffenunterstützungskommandos (Air Officer Commanding-in-Chief, RAF Support Command) und behielt diesen bis zum 2. Januar 1986, woraufhin Air Marshal	John Sutton seine Nachfolge antrat. In dieser Zeit wurde er am 16. Juni 1984 zum Knight Commander des Order of the Bath (KCB) geschlagen, so dass er seither den Namenszusatz „Sir“ führt. Zuletzt war er als General (Air Chief Marshal) zwischen 1986 und 1989 Kontrolleur für Flugzeuge beim Leiter der Beschaffung von Verteidigungsgütern (Deputy Controller, Aircraft, Chief of Defence Procurement) im Verteidigungsministerium (Ministry of Defence). In dieser Funktion leitete er die Indienststellung des Schulflugzeugs Short Tucano ein. Am 31. Dezember 1988 wurde er als Knight Grand Cross des Order of the British Empire (GBE) ausgezeichnet.
Nach seinem Eintritt in den Ruhestand war Sir David Harcourt-Smith als Luftfahrtberater tätig sowie zwischen 1991 und 1996 Vorstandsvorsitzender des Rüstungsunternehmens Chelworth Defence Ltd.